# Charles B. Wessler
Charles B. Wessler (Los Angeles, 16 maggio 1955) è un produttore cinematografico e sceneggiatore statunitense, vincitore del Premio Oscar al miglior film per Green Book.

## Biografia
Ha iniziato a lavorare come assistente di produzione nel 1977, nel film Il film più pazzo del mondo. Successivamente, è stato assistente di produzione anche per L'Impero colpisce ancora, Hammett - Indagine a Chinatown e Il ritorno dello Jedi. Ha lavorato per la The Ladd Company, per Alan Ladd Jr., e agli Zoetrope Studios con Francis Ford Coppola. Successivamente, ha lavorato alla produzione del film di Peter Farrelly Scemo & più scemo, per la New Line Cinema. Successivamente, ha lavorato per Le locuste, Tutti pazzi per Mary e Io, me & Irene. Nel 2002, ha diretto due episodi della serie Nero Wolfe e nel 2003, ha sceneggiato il film Fratelli per la pelle. Nel 2018 ha prodotto il film di Peter Farrelly, Green Book. Per questo film, ha vinto il Premio Oscar al miglior film.

## Filmografia

### Produttore

#### Cinema
- Amici amanti (Cold Feet), regia di Bruce Van Dusen (1983)
- It's Pat, regia di Adam Bernstein (1994)
- Scemo & più scemo (Dumb and Dumber), regia di Peter e Bobby Farrelly (1994)
- Un furfante tra i boyscout (Bushwhacked), regia di Greg Beeman (1995)
- Le locuste (The Locusts), regia di John Patrick Kelley (1997)
- Tutti pazzi per Mary (There's Something About Mary), regia di Peter e Bobby Farrelly (1998)
- Io, me & Irene (Me, Myself & Irene), regia di Peter e Bobby Farrelly (2000)
- Amore a prima svista (Shallow Hal), regia di Peter e Bobby Farrelly (2001)
- Scemo & più scemo - Iniziò così... (Dumb and Dumberer: When Harry Met Lloyd), regia di Troy Miller (2003)
- Fratelli per la pelle (Stuck on You), regia di Peter e Bobby Farrelly (2003)
- Lo spaccacuori (The Heartbreak Kid), regia di Peter e Bobby Farrelly (2007)
- Libera uscita (Hall Pass), regia di Peter e Bobby Farrelly (2011)
- I tre marmittoni (The Three Stooges), regia di Peter e Bobby Farrelly (2012)
- Comic Movie (Movie 43), registi vari (2013)
- Scemo & + scemo 2 (Dumb and Dumber To), regia di Peter e Bobby Farrelly (2014)
- Green Book, regia di Peter Farrelly (2018)
- Palmer, regia di Fisher Stevens (2021)

#### Televisione
- From Here to Maternity, regia di Tom Schiller - film TV (1985)

### Sceneggiatura
- Fratelli per la pelle (Stuck on You), regia di Peter e Bobby Farrelly (2003)

### Regista
- Nero Wolfe - serie TV, 2 episodi (2002)

### Attore
- Comic Movie (Movie 43), registi vari (2013)

### Assistente alla produzione

#### Cinema
- Il film più pazzo del mondo (Can I Do It 'Till I Need Glasses?), regia di I. Robert Levy (1977)
- Head Over Heels, regia di Joan Micklin Silver (1979)
- L'Impero colpisce ancora (The Empire Strikes Back), regia di Irvin Kershner (1980)
- Hammett - Indagine a Chinatown (Hammett), regia di Wim Wenders (1982)
- Il ritorno dello Jedi (Return of the Jedi), regia di Richard Marquand (1983)

#### Televisione
- Scemo & più scemo (Dumb and Dumber) - serie TV, 13 episodi (1995-1996)

## Riconoscimenti
- Premio Oscar
  - 2019 - Miglior film per Green Book[8]
- BAFTA
  - 2019 - Candidatura al miglior film per Green Book[9]
- Razzie Awards
  - 1996 - Candidatura al peggior film per It's Pat